# Llista de terratrèmols de l'Azerbaidjan
El que segueix és una llista de terratrèmols ocorreguts a l'Azerbaidjan o les seves proximitats. Estan presents en aquesta llista els terratrèmols de magnitud superior a 5.
| Data                   | Hora (UTC+04:00) | Localització                  | Latitud | Longitud | Morts      | Magnitud | Descripció | Fonts |
| ---------------------- | ---------------- | ----------------------------- | ------- | -------- | ---------- | -------- | --- | ----- |
| 427                    |                  |                               | 40.5    | 46.5     | Desconegut | 6.7      | Poca informació disponible sobre aquest esdeveniment, tret que el dany va ser sever. | [ 1 ] |
| 906                    |                  | Qivrak, Districte de Kangarli | 39.78   | 44.88    | Desconegut | 6.2      | | [ 2 ] |
| 30 de setembre de 1139 | Nit              | Gandja                        | 40.40   | 46.23    | Desconegut | 6.3      | | [ 3 ] |
| 25 de novembre de 1667 |                  | Shamakhi                      | 40.60   | 48.60    | 80,000     | 6.9      | Els terratrèmols van durar tres mesos, es van arruïnar edificis de tota mena, els danys a les carreteres van ser tan greus que es van haver de desviar les caravanes.                       | [ 1 ] |
| 4 de gener de 1669     |                  | Shamakhi                      | 40.60   | 48.60    | 7,000      | 5.7      | | [ 1 ] |
| 9 d'agost de 1828      | 16:00            | Shamakhi                      | 40.70   | 48.40    | Desconegut | 5.7      | | [ 1 ] |
| 2 de gener de 1842     | 22:00            | Bakú                          | 40.5    | 50.0     | Desconegut | 4.3–5.0  | | [ 4 ] |
| 11 de juny de 1859     | 13:00            | Shamakhi                      | 40.70   | 48.50    | 100        | 5.9      | | [ 1 ] |
| 28 de gener de 1872    | 07:00            | Shamakhi                      | 40.60   | 48.70    | Desconegut | 5.7      | | [ 1 ] |
| 13 de febrer de 1902   | 09:39:30         | Shamakhi                      | 40.70   | 48.60    | 86         | 6.9      | | [ 1 ] |
| 27 d'abril de 1931     | 16:50:45         | Zangezur                      | 39.40   | 46.00    | 390-2,890  | 6.4      | | [ 5 ] |
| 4 de juny de 1999      | 09:12:50         | Agdas, Ujar, Agdas            | 40.802  | 47.448   | 1          | 5.4      | | [ 1 ] |
| 25 de novembre de 2000 | 18:09:11.4       | Bakú                          | 40.245  | 49.946   | 31         | 6.8      | | [ 1 ] |
| 7 de maig de 2012      | 09:40            | Districte de Zaqatala         | 41.541  | 46.766   | 0          | 5.6      | El terratrèmol va fer malbé greument 20 edificis residencials, va esfondrar parcialment el poliesportiu d'una escola i va ferir 15 persones. També es va sentir a prop de Rússia i Geòrgia. | [ 6 ] |